# Мазама амазонська
Мазама амазонська (Mazama nemorivaga) — вид ссавців родини Оленевих.

## Середовище проживання
Країни проживання: Бразилія, Колумбія, Еквадор, Французька Гвіана, Гаяна, Панама, Перу, Суринам, Венесуела.
Займає ліси Амазонки і перехідних області: тропічні і субтропічні широколистяні вологі ліси. Висота проживання від 0 до 1500 метрів над рівнем моря. 

## Морфологія
Морфометрія. довжина голови й тіла: 900-1250 мм, довжина хвоста: 100-150 мм, довжина задніх ступнів: 600-700 мм, довжина вух: 90 мм, висота в плечах: 350-650, вага: 12-25  кг. 
Опис. Це середніх розмірів вид роду Мазама. Спинне забарвлення сіро-коричневе, найтемніше по середній лінії спини. Забарвлення голови схоже з спинним, передня частина темніша. Черевна область сірого або білого кольору. Вуха короткі і рідко вкриті волоссям. Очі опуклі. Хвіст сірувато-коричневий дорсально і білий вентрально. Статевий диморфізм відсутній. Неповнолітні темніші, з білими плямами на боках і спині. Після однорічного віку в самців розвиваються нерозгалужені роги, що досягають 15 см в довжину.
Зубна формула: I 0/3, C 0/1, P 3/3, M 3/3 = 32 зуба. 

## Стиль життя
Він харчується молодими пагонами, листям, грибами та фруктами. Як правило, поодинокі, але іноді зустрічаються парами. Вони активні вночі і в сутінках. Територіальні, позначають їх територію калом, сечею і секрецією запахових залоз. Естральний цикл не є строго прив'язаним до сезону. Вагітність триває близько 220 днів і народжується одне теля, у рідкісних випадках два. Потомство залишається з матір'ю до восьми місяців. Статева зрілість настає у 1 — 2 роки.